# أنكه فشنيفسكي
أنكه ويشكنيوسكي (بالألمانية: Anke Wischnewski) (و. 1978  م) هي متسابقة على الجليد بمزلاجة ألمانية، ولدت في آنابرغ-بوخهولتس، شاركت في الألعاب الأولمبية الشتوية 2010، والألعاب الأولمبية الشتوية 2014.

## روابط خارجية
- أنكه فشنيفسكي على موقع FIL (الإنجليزية)
- أنكه فشنيفسكي على موقع اللجنة الأولمبية الدولية (الإنجليزية)
- أنكه فشنيفسكي على موقع أوليمبيديا (الإنجليزية)
- أنكه فشنيفسكي على موقع اللجنة الأولمبية الألمانية (الألمانية)